# Jos Mullie
Jozef Lodewijk Maria Mullie, CICM (Sint-Denijs, 14 februari 1886 - Korbeek-Lo, 14 juli 1976) was een Vlaams filoloog, sinoloog en missionaris. Van zijn hand zijn twee wetenschappelijke standaardwerken, Het Chineesch taaleigen en Grondbeginselen van de Chinese letterkundige taal. Deze werken bezorgden Mullie internationale wetenschappelijke faam. Zijn verzameling boeken vormde de basis voor de eerste sinologische bibliotheek in België. Naast taalkundige was hij ook archeoloog. Zo ontdekte hij tijdens zijn verblijf in China de graven van drie keizers van de Liao-dynastie.

## Biografie

### Jeugd
Jos Mullie werd geboren in Sint-Denijs op 14 februari 1886. Zijn vader was Paul Mullie (1853-1922) en zijn moeder Felicie Debandt (1858-1893). Jos was de oudste van de zes kinderen die het echtpaar heeft gekregen. Hij doorliep de lagere school in Sint-Denijs, volgde van 1897 tot 1898 humaniora in de zesde Latijnse aan het Sint-Aloysiuscollege te Menen en vervolgens tot 1903 aan het Sint-Amandscollege te Kortrijk.

### Missionaris in China
Op 7 september 1903 sloot hij zich aan bij de Congregatie van het Onbevlekt Hart van Maria, ook bekend als de Missionarissen van Scheut. Tijdens zijn opleiding bleek zijn grote belangstelling voor oosterse talen. Op 18 juli 1909 werd hij tot priester gewijd en vertrok kort daarop als missionaris naar het "Vicariaat van oostelijk Mongolië". Hij begon als vicaris onder Jozef Heyns, CICM (1871 - 1953) in de parochie van Dayingzi (大营子) in de vendel Baarin (巴林) nabij Chifeng in het oosten van de huidige provincie Binnen-Mongolië. Daar bekwaamde hij zich in het gesproken Mongools. In 1911 werd Mullie benoemd tot hoofd van de middelbare school van de missionarissen van Scheut te Hata in de huidige provincie Hebei. Daar maakte hij een wetenschappelijke studie van het regionaal gesproken Chinees door alle woorden, spreekwoorden en grammaticale constructies die hij hoorde in een kaartsysteem te verwerken. Zelfs de positie van tong, lippen en mond bij de uitspraak werd beschreven. Deze gegevens vormden de basis voor Het Chineesch taaleigen. Inleiding tot de gesprokene taal (Noord-Pekineesch dialekt), dat tussen 1930 en 1933 in drie delen verscheen. Door zijn nauwkeurige observaties is dit werk van Mullie nog steeds een belangrijke bron voor het gesproken Mandarijn aan het begin van de twintigste eeuw. Kort daarop verscheen een Engelse vertaling en vestigde hij zijn wetenschappelijke reputatie.
Het gebied waar Mullie werkte, vormde het oude kernland van de Kitan, de stichters van de Liao-dynastie (916-1125). Na zorgvuldige bestudering van bronnen uit de tijd van de Song-dynastie en de geografie van het gebied ontdekte Mullie de graftombes van drie Liao-keizers. Zijn archeologisch rapport verscheen in 1922 in T'oung Pao, het toen toonaangevende tijdschrift voor Sinologie. Veel van de grafvondsten zijn naderhand gestolen of vermist geraakt. Een klein deel bevindt zich in het Missiehuis van Scheut aan de Ninoofsesteenweg te Brussel.
In 1926 werd Mullie overgeplaatst naar Chengde, hoofdstad van de toenmalige provincie Jehol en werd hij vanwege zijn kennis van taal en gewoonten van het gebied tussenpersoon voor de rooms-katholieke kerk bij de provinciale autoriteiten. In 1930 werd hij door de gouverneur van de provincie benoemd tot lid van een commissie die de hongersnood moest bestrijden. In 1931 werd hij teruggeroepen naar België. Hij begeleidde het stoffelijk overschot van Theophiel Verbist, de in 1868 gestorven stichter van de Missionarissen van Scheut naar Tianjin zodat hij in België kon worden herbegraven. Ook de verzameling boeken van Mullie (1400 Chineestalig en 3000 in westerse talen) werd naar België verscheept. Zelf reisde Mullie met de Trans-Siberische spoorlijn richting België.

### Wetenschapper in België en Nederland
Van 1931 tot 1949 doceerde hij zowel klassiek Chinees als het gesproken Mandarijn aan het theologisch seminarie van Scheut te Leuven en in de studiehuizen van Scheut te Brussel en Nijmegen (het Bisschop Hamerhuis). Tussen 1939 tot 1956 bekleedde Mullie de leerstoel voor Chinese taal- en letterkunde aan de Universiteit Utrecht. Op basis van zijn lesmateriaal stelde hij zijn Grondbeginselen van de Chinese letterkundige taal samen, een driedelige grammatica van de Klassiek Chinese schrijftaal.
Na zijn emeritaat in 1956 bleef hij zich bezighouden met de Oost-Aziatische Collectie van de Katholieke Universiteit Leuven. Na de splitsing van de universiteit in een Nederlandstalige en een Franstalige universiteit verhuisde de Oost-Aziatische boekencollectie naar Louvain-la-Neuve. De boekenverzameling van Mullie bleef echter in Leuven en vormde de basis voor de huidige Oost-Aziatische collectie. De Chinese boeken zijn door Mullie aan de Vlaamse Universiteit van Leuven geschonken. Pijnlijk genoeg heeft hij daarvoor nooit een dankwoord ontvangen. Jozef Mullie overleed op 90-jarige leeftijd op 13 juli 1976.
Het archief van Jozef Mullie vormt een onderdeel van het Algemeen Archief van Scheut dat zich bevindt in het KADOC, het Katholiek Documentatie- en Onderzoekscentrum te Leuven. De inventaris is verschenen als The Archives of the Congregation of the Immaculate Heart of Mary, CICM-Scheut. Het archief van Mullie bevindt zich onder T.I.a.9 en biedt een goed tijdsbeeld van noordoost China ten tijde van de warlords.

## Belangrijkste werken
- (1958) De romanizering van de Chinese taal, Brussel (Paleis der Academiën), Reeks: Mededelingen van de Koninklijke Vlaamse Academie. Klasse der Letteren, jrg. 20, nr. 5.
- (1957) De bedrĳvigheid van de Vlaamse missionarissen op het gebied der Mongolistiek, Brussel (Paleis der Academiën), Reeks: Mededelingen van de Koninklĳke Vlaamsche Academie voor Wetenschappen, Letteren en Schone Kunsten van België. Klasse der Letteren, jrg. 19, nr. 5.
- (1947-1950) Grondbeginselen van de Chinese letterkundige taal, Leuven (Dewallens). 3 delen:
  - deel 1: Het zelfstandig naamwoord, het bĳvoeglĳk naamwoord, het telwoord, het voornaamwoord.
  - deel 2: Het werkwoord.
  - deel 3: Het bĳwoord, de voorzetsels en achterzetsels, het voegwoord, de beginwoorden en slotwoorden, het tussenwerpsel, de syntaxis der zinnen.
- (1947) Korte Chinese spraakkunst van de gesproken taal (Noord-Pekinees dialect), Utrecht (Het Spectrum).
- (1946) De 214 sleutels van de Chinese karakters, Leuven (Dewallens). 2 delen.

Behandelt de Kangxi-radicalen.
- (1946) Drie sinologische bĳdragen, Leuven (De Vlaamsche Drukkerij). Bevat:
  - De Nederlandse romanisatie van het Chinees. (pp. 7–31)
  - De akkusatieven in het Chinees.
  - De dubbele nominatief of het volzin-gezegde in het Chinees.
- (1942) Le mot-particule 之 tchē, Leiden : Brill). Overdruk uit: Toung Pao, deel 36.
- (1940) De belangrijkheid van de Chineesche syntaxis, Leuven (Bomans). Inaugurale rede Utrecht.
- (1934) The religions of China and Japan, Londen (Catholic Truth Society), Reeks: Studies in comparative religion, 4, Catholic Truth Society (R104).
- (1930-1933) Het Chineesch taaleigen. Inleiding tot de gesprokene taal (Noord-Pekineesch dialekt), Pei-p'ing (Drukkerij der Lazaristen), 3 delen.
  - deel 1 1930, (Reeks: Anthropos, Linguistische Bibliothek, band 5).
  - deel 2 1931, (Reeks: Anthropos, Linguistische Bibliothek, band 6).
  - deel 3 (Woordenlijst), 1933 (Reeks: Anthropos, Linguistische Bibliothek, band 7).
    - (1932-1937) The Structural Principles of the Chinese Language. An Introduction to the Spoken Language (Northern Pekingese dialect), Pei-p'ing (Pei-t'ang Lazarist Press). Vertaald uit het Nederlands door A. Omer Versichel, 3 delen in 2 banden.
      - deel 1, 1932.
      - deel 2&3, 1937.
- (1924) Verzameling overdrukken van tijdschriftartikelen, hoofdzakelijk de Chineesche taal en geschiedenis betreffend, [S.l.], [s.n.].
- (1922) Notions élémentaires de phonetique et alphabet général, Changhai (Presse Orientale).
- (1922) "Les anciennes villes de l'empire des Grands Leao Ta Liao au royaume mongol de Barin", in: T'oung Pao, 21 (1922).
- (1913) Phonetische Untersuchungen über die nordpekinesischen Sprachlaute, Wenen (Mechitharisten-Buchdruckerei).